# Buriticupu
Buriticupu – miasto i gmina w Brazylii leżące w stanie Maranhão. Gmina zajmuje powierzchnię 2545,440 km². Według danych szacunkowych w 2016 roku miasto liczyło 71 227 mieszkańców. Położone jest około 350 km na południowy zachód od stolicy stanu, miasta São Luís, oraz około 1500 km na północ od Brasílii, stolicy kraju. 
W 2014 roku wśród mieszkańców gminy PKB per capita wynosił 6313,97 reais brazylijskich.